# おしろい花 (テレビドラマ)
『おしろい花』（おしろいばな）は、日本テレビ系列の「月曜スター劇場」枠で放映された森光子主演のテレビドラマ。1974年5月13日から同年10月14日に放映。全23話。

## 概要
静岡県は伊豆半島にある温泉町・伊豆浜温泉を舞台にした物語。主演の森光子は芸者「美ち弥」役を演じた。

## あらすじ
伊豆浜温泉の古株芸者、美ち弥は幼い頃に母を亡くし、ぐうたらな父・滝治を抱える苦労人だが、根は楽天家でお人好しで酒豪でもあり、いつも周囲を心配させていた。ある日、伊豆浜温泉に童謡作家の浅見と、伊豆浜の内海医院の一人息子・哲彦が東京からやって来た。浅見は伊豆浜市役所から依頼された市政史編纂の仕事をするためにしばらく滞在することになり、哲彦は東京の大学病院を辞めて帰って来た。美ち弥は、生活臭を感じさせないことから浅見に心を動かされ、美ち弥の妹芸者の夕子も哲彦に強い関心を持つようになる。

## 出演
- 美ち弥：森光子
- 夕子：松原智恵子
- 浅見：芦田伸介
- 内海哲彦：清水章吾
- おちか：沢村貞子 - 置屋「福むら」のおかみ
- 塚原：ハナ肇 - 美ち弥の初恋の人
- アンナ（芸者）：夏純子
- トシ子（お手伝い）：林佐和子
- 川口亮
- 滝治（美ち弥の父）：大滝秀治
- 茂子（夕子の母）：南風洋子
- 洋食屋の息子・平介：左とん平
- チャコ：伊藤麻記 - 美ち弥が母代わりとなっている娘
- 浅見太郎：宇佐美豊 - 浅見の息子
- 梶原春子：天地真理
- 池田和歌子
- 竹松健太：小塙謙士 - チャコのボーイフレンド
- 竹松（健太の父）：日野道夫
- 信子（滝治の恋人）：富永美沙子
- 黒崎（夕子の客）：大塚国夫
- 三枝悦子（チャコの実母）：村松英子
- 田部源三：田武謙三
- 西田：吉田義夫　- 滝治が世話になっている人
- 三太（平介の父）：太宰久雄
- 流しの弘：五木ひろし（第4話ゲスト）
- 紀子：越野久代（哲彦の恩師の令嬢、第6話ゲスト）
- 薄井：犬塚弘（第17話ゲスト）
- 三枝（悦子の夫）：滝田裕介（第22話ゲスト）

## スタッフ
- 作：小野田勇、稲葉明子、大西信行
- プロデューサー：早川恒夫
- 演出：細野英延、油井禧成
- 音楽：渡辺岳夫
- 制作：日本テレビ

## サブタイトル
| 話数 | 放送日         | サブタイトル               | 脚本     | 演出     |
| ---- | -------------- | -------------------------- | -------- | -------- |
| 1    | 1974年5月13日  | 湯の町・春雨・蛇目傘       | 小野田勇 | 細野英延 |
| 2    | 1974年5月20日  | うわばみ・モンロー・黄金虫 | 小野田勇 | 細野英延 |
| 3    | 1974年5月27日  | 初恋・再会・夢ひらく       | 小野田勇 | 細野英延 |
| 4    | 1974年6月3日   | 浮雲・泣きべそ・流し唄     | 小野田勇 | 細野英延 |
| 5    | 1974年6月10日  | 親馬鹿・小馬鹿・人情馬鹿   | 小野田勇 | 細野英延 |
| 6    | 1974年6月17日  | 湯の街・いろ町・恋の町     | 小野田勇 | 細野英延 |
| 7    | 1974年6月24日  | つゆ空・もめごと・他人の恋 | 小野田勇 | 細野英延 |
| 8    | 1974年7月1日   | 脱サラ・ラーメン・乱気流   | 小野田勇 | 細野英延 |
| 9    | 1974年7月8日   | 浅草・思い出・ほおずき市   | 小野田勇 | 細野英延 |
| 10   | 1974年7月15日  | この父・この娘             | 稲葉明子 | 細野英延 |
| 11   | 1974年7月22日  | 親の心・子の心             | 稲葉明子 | 油井禧成 |
| 12   | 1974年7月29日  | おふくろの妹               | 稲葉明子 | 細野英延 |
| 13   | 1974年8月5日   | あなたはお母さんです！     | 大西信行 | 油井禧成 |
| 14   | 1974年8月12日  | 子供への愛                 | 大西信行 | 細野英延 |
| 15   | 1974年8月19日  | いくら親でも娘でも         | 大西信行 | 細野英延 |
| 16   | 1974年8月26日  | 芸者の結婚                 | 大西信行 | 細野英延 |
| 17   | 1974年9月2日   | 現われた！生みの母         | 大西信行 | 細野英延 |
| 18   | 1974年9月9日   | 子供は渡せない！           | 大西信行 | 油井禧成 |
| 19   | 1974年9月16日  | 再婚相手が二人             | 大西信行 | 細野英延 |
| 20   | 1974年9月23日  | 結婚テスト                 | 大西信行 | 細野英延 |
| 21   | 1974年9月30日  | 芸者の中の芸者             | 大西信行 | 細野英延 |
| 22   | 1974年10月7日  | これが芸者の高砂や         | 大西信行 | 細野英延 |
| 23   | 1974年10月14日 | なんとかなるわよ！         |          |          |